# ゲソピンくん
ゲソピンくんとは2000年の夏から秋にかけて、様々な漫画に登場し五十人以上の漫画家が描いたとされる謎のキャラクターである。
上野顕太郎（発案）、しりあがり寿（キャラクター設定）、とり・みき（衣装）の3人が、友人のマンガ家たちと共に仕掛けたイタズラであるとされる。

## 概要
初登場は「週刊漫画アクション　8月1日号」に掲載された江口寿史『キャラ者』だとされる。その後、作者・雑誌・出版社に関係なく色々な作品に登場。漫画雑誌だけでなく「ファミ通」や「テレビブロス」、果ては「SPA!」・「メンズウォーカー」といった雑誌類に連載されている漫画にも登場した。
作品によってはかなりの違いが有るものの、よく見られる特徴をあげると、のっぺりとしたシンプルな八の字と目のみというタコみたいな顔と手足、剥き出しの歯で、歯茎から流血、手に扇子を持って、衣装は袴であることが多い。
当初、名前は不明だったが「コミックビーム9月号」連載の上野顕太郎『夜は千の眼を持つ』に登場した際、ゲソピンくんという名が出てきて以後ネット上などでその名で呼ばれることになる。

## ゲソピンくん登場作品
作者50音順
- 青木光恵『小梅ちゃんが行く!!』
- あべかよこ『鳴門・伊達巻・ドリームキャスト』（ファミ通DCでの広告4コマ）
- 新井英樹『ザ・ワールド・イズ・マイン』
- 泉昌之『いつ往来』
- 上野顕太郎『夜は千の眼を持つ』
- 江口寿史『キャラ者』
- おおひなたごう『おやつ』
- かたおかみさお『Good Job〜グッジョブ』
- カネコアツシ『BAMBi』
- 唐沢なをき『カスミ伝△』
- Q.B.B『ヨーチA』
- 久住昌之『あるトイレマンの朝』
- けらえいこ『あたしンち』
- こいずみまり『レイとルリのスイートライフ』
- 郷田マモラ『蝉の女』
- しゅりんぷ小林『世の中イロイロ!!』
- しりあがり寿『弥次喜多 in DEEP』
- 鈴木みそ『おとなのしくみ』
- 須藤真澄『おさんぽ大王』
- 寺島令子『日常の量り売り』
- 寺田克也『西遊奇伝 大猿王』
- とり・みき『猫田一金五郎の冒険』、『遠くへいきたい』、『THE LAST BOOKMAN』
- 永野のりこ『ひっち&GO!!』
- 中川いさみ『大人袋』
- 中貫結『誘惑特捜ドキュン!!』
- 西尾雄太『水野と茶山』
- 羽生生純『恋の門』
- 古屋兎丸『Marieの奏でる音楽』
- ほりのぶゆき『爆走巨乳ランナー』
- 松田洋子『人生カチカチ山』
- 三家本礼『ゾンビ屋れい子』
- 水田恐竜『チョコレートチャンプルー』
- 水野純子（「PULP」の連載コラム）
- みなもと太郎『日本任俠史』
- 安田弘之『ちひろ』
- 山本直樹『味方』
- ゆうきまさみ『じゃじゃ馬グルーミン★UP!』
- 吉田戦車『スカートさん』
- 和田ラヂヲ『和田ラヂヲの徐々にポイマン』

## 参考資料
- 「キミはゲソピンくんを見たか!?」『ダ・ヴィンチ』2000年11月号、メディアファクトリー、140 - 143頁。